# Кратки прегибач прстију
Кратки прегибач прстију је мишић који лежи на средини табана, непосредно изнад централног дела плантарне апонеурозе, са којим је чврсто сједињен.
Његова дубока површина је одвојена од бочних плантарних крвних судова и живаца танким слојем фасције. 

## Галерија
- Bones of the right foot. Plantar surface.
- Coronal section through right talocrural and talocalcaneal joints.
- The bottom-most or first layer of muscles in the human foot include the flexor digitorum brevis.